# 钝瘤胸蛛
钝瘤胸蛛（学名：Oedothorax retusus）为皿蛛科瘤胸蛛属的动物。分布于古北区以及中国大陆的新疆等地。该物种的模式产地在欧洲。